# Filippo Taglioni
Filippo Taglioni (Milano, 5 novembre 1777 – Como, 11 febbraio 1871) è stato un ballerino e coreografo italiano.
È il padre riconosciuto del balletto romantico.
Padre dei ballerini Paolo e Maria Taglioni, fu il coreografo della versione originale del balletto La Sylphide (1832).

## Biografia
Figlio del coreografo e ballerino Carlo Taglioni (1754 circa-1812) e di Maria Petrocchi (1752 circa-1830), nacque e crebbe in Italia, debuttando come danzatore all'età di diciassette anni a Pisa in ruoli en travesti. Danzò in varie altre città d'Italia prima di diventare un ballerino dell'Opéra di Parigi nel periodo in cui Pierre Gardel e Auguste Vestris dominavano in maniera totalitaria la scena della danza a Parigi. Per questo, Taglioni fu ben contento quando gli proposero di diventare maître de ballet a Stoccolma, in Svezia.
A Stoccolma, nel 1803, si sposò con Sophie Karsten, figlia del famoso cantante d'opera svedese Christoffer Christian Karsten, ed ebbero tre figli: Maria Taglioni (1804-1884), Gustave (1805-1814/1815) e Paolo Taglioni (1808-1884).
La famiglia visse a Vienna e in Germania. Ad un certo punto Taglioni fece però trasferire la moglie e i figli a Parigi, pur continuando a lavorare lin diverse città europee.
Danzò e coreografò in tutta Europa, soprattutto in Italia, Austria, Svezia, Danimarca e Germania. Alla fine fu invitato a stabilirsi a Vienna per lavorare per il Theater am Karntnertort. Una volta stabilitosi in questa città, chiamò a sé la figlia Maria da Parigi gli ultimi mesi del 1821. Quando la figlia arrivò, Filippo si rese conto della sua preparazione artistica insufficiente e iniziò ad allenarla lui stesso. Per sei mesi la fece studiare sei ore al giorno, usando una tecnica stabile e ferma. Cercò di rendere il suo stile leggero e delicato, con un'enfasi particolare sul "ballon" nei salti e sull'uso delle punte. Creò per il debutto della figliau un balletto ad hoc dal titolo Eine neues anakreontisches Divertissement, meglio conosciuto come La Réception d'une nymphe au temple de Terpsichore (Vienna, Theater am Karntnertort, 10 giugno 1822).
Dopo aver lavorato a Stoccarda e a Monaco di Baviera, la famiglia ritornò a Parigi nel 1827. Dopo il suo debutto parigino, Marie diventò così popolare che Filippo riuscì a negoziare molteplici contratti per entrambi.
La prima trionfale de La Sylphide il 12 marzo 1832 rese la figlia Marie la più acclamata prima ballerina del periodo romantico e lui il più famoso coreografo del tempo. Da quella data si fa iniziare il periodo romantico del balletto. Grazie all'immenso successo, padre e figlia viaggiarono insieme in diversi paesi d'Europa e in Russia.
È riconosciuto come il pioniere di uno stile nel balletto che avrebbe per sempre cambiato la natura di quest'arte.

## Un'altra silfide
Il balletto romantico La Sylphide arrivato sino a noi è del coreografo danese August Bournonville, andato in scena con il titolo danese Sylfiden il 28 novembre 1836 a Copenaghen con Lucile Grahn e Bournonville stesso nella parte di James. La musica per questo balletto venne completamente riscritta da Hermann Severin von Løvenskjold. La musica usata da Taglioni invece era di Jean Schneitzhoeffer (utilizzata da Pierre Lacotte per la sua versione de La Sylphide del 1972).

## Coreografie

### Balletti
Taglioni creò vari balletti, spesso interpretati dalla figlia Maria, fra cui:
- 1821: Nathalie ou La Laitière Suisse (musica di Adalbert Gyrowetz e Michele Carafa)
- 1826: Danina oder Jocko, der brasilianische Affe (musica di Peter Josef von Lindpaintner)
- 1832: La Sylphide (musica di Jean-Madeleine Schneitzhoeffer)
- 1836: La Fille du Danube (musica di Adolphe-Charles Adam)
- 1838: La Gitana (musica di Daniel Auber e Hermann Schmidt)
- 1839: L'Ombre (musica di L. Wilhelm Maurer)
- 1840: Morskoĭ razboĭnik (noto come L’Écumeur de mer, musica di Adolphe Adam)
- 1842: Satanella (musica di Giacomo Panizza)

### Opere liriche
- 1821: Der Caliph von Bagdad di François-Adrien Boieldieu
- 1830: Le Dieu et la Bayadère di Daniel Auber
- 1831: Robert le diable di Giacomo Meyerbeer
- 1833: Gustave III ou Le Bal masqué di Daniel Auber
- 1835: La Juive di Fromental Halévy
- 1836: Les Huguenots di Giacomo Meyerbeer